# Busiaż (wieś)
Busiaż (biał. Бусяж; ros. Бусяж) – wieś na Białorusi, w obwodzie brzeskim, w rejonie iwacewickim, w sielsowiecie Milejki, nad Busiażem.
Znajduje tu się początkowo unicka, a obecnie prawosławna cerkiew pw. Zaśnięcia Matki Bożej z XVIII w., przy której działa parafia.

## Historia
Dawniej wieś i folwark. Istniał tu dwór. W dwudziestoleciu międzywojennym leżał w Polsce, w województwie poleskim, w powiecie kosowskim/iwacewickim, w gminie Kosów.
Po II wojnie światowej w granicach Związku Sowieckiego. Od 1991 w niepodległej Białorusi.